# San Francisco (Cundinamarca)
San Francisco é um município da Colômbia, localizado na província Gualivá, departamento de Cundinamarca.